# Národní park Sde Amudim
Národní park Sde Amudim (hebrejsky: גן לאומי שדה עמודים, Gan le'umi Sde Amudim, místním jménem též Churvat Amudim, חורבת עמודים) je archeologická lokalita a národní park v Izraeli, v Severním distriktu.

## Geografie
Leží v nadmořské výšce cca 200 metrů na pahorcích nedaleko východního okraje údolí Bejt Netofa a severozápadních svahů hory Har Nimra. Nachází cca 12 kilometrů severozápadně od města Tiberias a cca 3 kilometry severovýchodně od vesnice Micpe Netofa.

## Popis parku
Jde o významnou archeologickou lokalitu se zbytky kontinuálního osídlení od římských po arabské období. Nacházejí se tu zbytky synagogy z 2. nebo 3. století křesťanského letopočtu s mozaikovými podlahami. Národní park má plochu 162 dunamů (0,162 kilometru čtverečního). Byl vyhlášen roku 1968.